# 박희승
박희승(朴熙承, 1963년 9월 28일 ~ )은 대한민국의 법조인 출신 정치인이다. 제22대 국회의원이다.
2016년 1월, 더불어민주당에 인재영입 형태로 입당했다. 제20대 국회의원 선거를 앞두고 남원시·임실군·순창군 선거구에 단수공천되면서 출마했다. 하지만 본 선거에서 23.43%의 득표율을 기록하면서 3위로 낙선했다.
제22대 국회의원 선거를 앞두고 남원시·장수군·임실군·순창군 선거구에 출마를 선언했으며 더불어민주당 경선에서 승리를 거두면서 공천을 받았다. 본 선거에서 83.83%의 득표율을 기록하면서 제22대 국회의원으로 당선되었다.

## 학력
- 남평국민학교 졸업
- 남원용성중학교 졸업
- 전주고등학교 졸업
- 한양대학교 법과대학 법학 학사
- 건국대학교 행정대학원 행정학 석사 수료
- 한양대학교 대학원 법학 박사 수료

## 경력
- 제38회 사법시험 합격
- 제28기 사법연수원 수료
- 광주지방법원 판사
- 울산지방법원 부장판사
- 수원지방법원 성남지원 부장판사
- 서울중앙지방법원 부장판사
- 서울서부지방법원 부장판사
- 서울서부지방법원 수석부장판사
- 수원지방법원 안양지원장
- 더불어민주당 유능한경제정당위원회 위원
- 2016년 5월~2020년 3월: 더불어민주당 전라북도당 남원시·임실군·순창군 지역위원회 위원장
- 2018년 5월~2018년 6월: 더불어민주당 제7회 전국동시지방선거 전라북도당 공천관리위원장
- 더불어민주당 정책위원회 부의장
- 더불어민주당 윤리심판원 위원
- 2022년 5월~2022년 6월: 더불어민주당 제8회 전국동시지방선거 전라북도당 공천관리위원장
- 2022년 7월~2024년 5월: 더불어민주당 전북특별자치도당 남원시·임실군·순창군 지역위원회 위원장
- 2024년 4월 10일 대한민국 제22대 국회의원 선거 당선(전북 남원시·장수군·임실군·순창군, 더불어민주당, 초선)
- 2024년 5월~: 더불어민주당 전북특별자치도당 남원시·장수군·임실군·순창군 지역위원회 위원장
- 2024년 4월 10일 대한민국 제22대 국회의원 선거 당선(전북 남원시·장수군·임실군·순창군, 더불어민주당, 초선)
- 2024년 11월~: 더불어민주당 이재명 대표 민생특보단 특보

### 의정 활동
- 2024년 5월 30일~: 제22대 국회의원(전북 남원시·장수군·임실군·순창군, 더불어민주당, 초선)
  - 2024년 6월~2024년 12월: 제22대 국회 전반기 보건복지위원회 위원
  - 2024년 7월~2024년 8월: 제22대 국회 대법관(노경필·박영재·이숙연) 임명동의에 관한 인사청문특별위원회 위원
  - 2024년 12월~2024년 12월: 제22대 국회 헌법재판소 재판관(마은혁·정계선·조한창) 선출에 관한 인사청문 특별위원회 위원
  - 2025년 1월~: 제22대 국회 전반기 법제사법위원회 위원
  - 2025년 6월~: 제22대 국회 전반기 예산결산특별위원회 위원

## 역대 선거 결과
|  | 23.43% |

|  | 83.83% |

## 소속 정당
| 소속 정당 | 소속 정당    | 소속 기간 | 비고      |
| --------- | ------------ | --------- | --------- |
|           | 더불어민주당 | 2016~현재 | 정계 입문 |

## 같이 보기
- 남원시·장수군·임실군·순창군
- 남원시의 국회의원
- 순창군의 국회의원
- 임실군의 국회의원
- 장수군의 국회의원